# نانو شیشه‌های الکتروکرمیک
فناوری نانو با ارائه محصولاتی چون نانو شیشه‌های الکترو کرومیک ضد آفتاب نقش مهمی را در پیشبرد اهداف معماری پایدار ایفا کرده‌است. طرز عمل این گونه شیشه‌ها به گونه‌ای است که با فشار یک دکمه، به تیرگی شیشه افزوده می‌شود و مانع از عبور نور و حرارت به ساختمان می‌گردد و با فشار دکمه‌ای دیگر، به حالت اولیه بازمی‌گردد؛ ویژگی شایان ذکر این نوع شیشه، قطع نشدن ارتباط بصری افراد با بیرون و همچنین عدم نیاز به نصب پرده و … است.

## تاریخچه
نقش شیشه‌ها در شرایط حرارتی درون ساخنمان را می‌توان از منظر دریافت نور، کسب انرژی از خورشید و اتلاف حرارتی ساختمان بررسی کرد. کیفیت شیشه‌های استفاده شده در بازشوها و قاب‌های شیشه‌ای، به شدت در میزان دریافت انرژی و میزان اتلاف حرارتی بنا مؤثر می‌باشد.
بخش عمدهٔ شیشه‌ای که در ساختمان‌سازی مورد استفاده قرار می‌گیرد درپنجره مورد استفاده قرار می‌گیرد. پنجره بخشی از ساختمان است که در سی سال گذشته تغییرات زیادی کرده‌است. سعی طراحان بربه حداقل رساندن مجموع ساخت پنجره در نمای بوده تا از هدر رفتگی مساحت پنجره جلوگیری کند. بازار صنایع شیشه اروپا که بیش از ۴۵٪ ازسهم بازار جهانی شیشه را به خود اختصاص داده به ۸۰٬۰۰۰ واحد تولیدی رسیده‌است. پنجره هادر عین فعال بودن در پاسخگویی به نور خورشید و باد و باران هم شرایط محیطی ساختمان را تحت کنترل درآورد. وهم به کمک پایداری زیست‌محیط کمک کند. اما محصولات به دلیل سختی تنظیم و نگهداری و همچنین هزینه بالای تولیدشان اشاره کرد. پس در این میان کاربرد فناوری نانو به کمک مهندسان و صنعت شیشه سازی آمد. انواع شیشه‌ها را می‌توان نام برد.

## فناوری نانو در جهت تأمین کیفیت حرارتی مناسب برای پنجره‌ها

### شیشه‌های ضد آفتاب
تحقیقات انجام شده در راستای بهبود کیفی شیشه‌ها، با بهره‌گیری از فناوری نانو مشتمل بر چهار تصمیم راهبردی است.
۱- پوشش‌هایی به صورت فیلم نازک که به طیف خاصی از امواج حساس می‌باشند.
۲- روش ترموکرومیک
۳- روش فتو کرمیک
۴- استفاده از پوشش الکترو کرومیک
هر یک از این چهار روش با هدف کاهش مصرف انرژی مورد نیاز برای سرمایش ساختمان مورد استفاده قرار می‌گیرند. این نوع شیشه‌ها از جذب گرمای نامطلوب خورشید جلوگیری می‌کنند.
بیشترین شیشه‌ای در نمای ساختمان استفاده می‌شوند شیشه‌های ضد آفتاب هستند که با همان خاصیت فتوکرومیک ساخته می‌شوند. در این راستای بهبود کیفی شیشه‌ها با بهره‌گیری از فناوری نانو مشتمل بر چهار تصمیم راهبردی است:
۱-پوشش‌های که به طیف خاصی از امواج حساسند این پوششها به صورت نوارهای باریک هستند. این خاصیت شیشه را دربرابر فرکانس‌های ناخواسته فروسرخ که سبب گرم شدن محیط می‌کند مقاوم ساخته است. البته این خاصیت باعث می‌شود که ساختمان انرژی گرمایی کمتری از نور خورشید داشته باشد و این خاصیت با معماری پایدار کمی مغایراست البته با راهبرد می‌توان نوعی سازوکار عایق بندی حرارتی برابر سر راه نور خورشید قرارداد تا ساختمان از کسب نور کافی محروم نشود.
۳-که در این روش موسوم به فتوکرومیک است. شیشه با افزایش جذب خود به تغییرات شدت نور واکنش نشان می‌دهد و دیگر روش استفاده از پوشش‌های الکترو کروم است. همه این روش‌ها با کاهش مصرف انرژی موردنیاز برای سرمایش ساختمان مورد استفاده قرار می‌گیرند.

## شیشه الکتروکرمیک چیست؟
برای تولید این نوع شیشه، شیشه به وسیله یک لایه از تری اکسید تنگستن یا اکسید نیکل، به تغییر ولتاژ ایجاد شده واکنش نشان می‌دهد. ویژگی بارز این نوع شیشه قابلیت تیره شدن آن‌ها و بازگشت به حالت اولیه می‌باشد. شیشهٔ ضد انعکاس
درعلم فیزیک ثابت شده‌است که امواج به سطوح می‌رسند و بسته به شفافیت و ویژگی سطح به سه دسته منشعب می‌شوند. مقداری از امواج انعکاس –ومقداری از سطوح می‌کنند. درباره‌ای از کاربرد معماری
انعکاس نور عامل نامناسبی است و از کیفیت زیبایی شناختی فضا می‌کاهد. پس متخصصان حوزه نانومواد را به  صنعت شیشه وارد ساختند تا همه چیز مضر را به حداقل رسانند. گذر نور از میان اجسام مانند شیشه و پلاستیک که بخشی از نور برخورد کرده به خود را منعکس می‌کنند و به وسیله حجم بازتابیده شده محدود می‌شود. دربهترین حالت شیشه اجازه می‌دهد حداکثر ۹۰٪نورتابیده شده عبور کند و این عامل به سبب تفاوت ضریب شکست شیشه و هوای مجاور رخ می‌دهد پس بهترین عامل در بروز این پدیده ضریب شکست محیطها می‌باشد. شیشه دی ضد انعکاس در طراحی داخلی و کاربردهای تزئینی و نمایشی بیشتر است. مانند کابینت و… و با اعمال روکش‌های متعددی بر روی شیشه‌های معمولی که هزینه‌های هنگفت تولید و محصولات گران‌قیمت را دنبال دارد. پلاستیک نیز مانند شیشه از خاصیت –خوبی برخوردار نیست. و روکش چندلایه آن به راحتی امکان‌پذیر نیست و از دیگر معایب اینکه چنین سیستم‌های چندلایه‌ای متداخلی تنها در طیف مرئی امواج نورانی یعنی طول موجی بین ۳۹۰ تا ۷۵۰ نانومتر عمل کرده و در بخش‌های دیگر طیف بازتابندگی را افزایش می‌دهد و متأسفانه مزیت به دست آمده دربخش طیف مرئی برچنین بخش غیر مرئی غلبه نمی‌کند و می‌توان گفت این شیشه‌ها برای استفاده در جمع‌کننده‌های انرژی خورشیدی کاربرد ندارد. یک لایه از این شیشه‌های چندلایه را در محلولی فرو می‌برند تا محصول شیشه‌ای قابلیت عبور دادن طیف گسترده‌تری از امواج نوری را داشته باشد. در این شیشه‌ها ضریب شکست نور برای بیرونی‌ترین لایه کم بوده و با دقت مشخص می‌شود و ضخامت این لایه بیرونی حائز اهمیت است ومی توان این لایه با ضخامت ۱۵۰ نانومتر انتخاب کرد. اگرچه این عملیات دقیق رابرای لایه بیرونی شیشه انجام دهیم سهم پرتوی بازتابیده شده نسبت به امواج برخورد کرده باشیشه از درصد به ۱ درصد کاهش خواهد یافت. در تولید سنتی شیشه‌های ضد انعکاس نقاط ضعفی وجود دارد از قبیل :محدود شدن محدوده-عبورکننده از شیشه و زاینده‌های پیچیده و پرهزینه که در این میان نانو مواد می‌تواند این مشکل را حل کند. این شیشه‌ها توانایی در افزایش امکان عبور امواج نورانی خورشید نسبت داد که در نتیجه پهنای – طیف قابل عبور از شیشه میسر شده‌است. روش مقرون به صرفه در ساخت شیشه ضد انعکاس بهره‌گیری از اثر چشم شب‌پره است. بررسی قرنیه چشم شب‌پره‌ها که درشب فعال است. کی از وجود ساختاری در چشم این حشرات است که انعکاس نور را به حداقل می‌رساند. بااستفاده از روش‌های شبیه منبت کاری گرم می‌توان شفافیت دیداری شیشه را تابش از ۹۷٪ و شفافیت پلاستیک‌ها را تا پس از ۹۹٪ ارتقاء داد و علاوه بر بهبود خواص عدم انعکاس شیشه ویژگی‌های ضد- شیشه ساکن و دفع کثیفی آن نیز بهبود پیدا می‌کند. زمینه‌های دیگر در استفاده از محصولات نانو شیشه تولید و جمع‌کننده‌های انرژی خورشیدی است. درنانو شیشه‌های بکار رفته در این جمع‌کننده‌های هم طیف امواج نورانی امکان عبور از طیف امواج نورانی را داشته و بنابراین حداکثر بازدهی و بیشترین مقدار تولید انرژی را ممکن می‌سازد. برخلاف شیشه‌های قدیمی زاویه برخورد نور باشیشه تأثیر مثبتی برانتقال آن ازمیان شیشه خواهد داشت و این قسمت‌ها وابستگی کمتری به جهت و زاویه تابش دارد ومی توان در فصل‌های مختلف سال از کارایی مشابهی برخوردار خواهند بود. علاوه بر-نانو پوش‌ها ا ز عمر بیشتری برخوردار هستند نسبت به نوع سنتی خودشان و کمتر جذب آلودگی و کثیف شدن قرارمی‌گیرند.
فناوری اپتو-الکترومیک:حوزه‌ای از دانش است که براساس نانو ذرات شکل گرفته‌است و ابعاد و مشخصه‌های اپتیکی، شیمیایی، فیزیکی آن به دقت کنترل می‌گردد. ذرات نانو کوچکتر از طول موج امواج مرئی هستند. تولیدکنندهٔ روشی جدید و خلاقانه است که این ساختار جدید تشکیل شده از ریز ذرات به شکل توپ‌های بزرگ دی‌اکسید سیلیکون در حدود ۳۰ تا ۵۰ نانومتر.
برای تولید شیشه‌های ضد انعکاس دوروش موجود است:۱-کشیدن یک لایه پوشش ضد انعکاس که شامل انواع ذرات سلیس دراندازه‌های مختلف است. ذرات بزرگتر برای تولید ساختار لایه می‌باشند و ذرات کوچکتر مقاومت مکانیکی را ایجاد می‌کنند. میزان پرتوهای نور بازتاب یافته شده از سطح این شیشه‌ها در حدود ۱ درصد و حجم ان بیش از ۹۹ درصد است. ۲-باکمک پوش‌های چندلایه‌ای از مواد نیمه ژلاتینی می‌توان در این شیشه امکان اینکه طول موج‌های تابیده شده به خود به گونه‌ای برخورد کند. علاوه بر این شیشه‌های روش دوم با آب و ذرات آلی خیس شده و قابل تمیز شدن هستند و زاویه تابش آب با این شیشه ها بیش از ۸۰ درجه است. و خصوصیات دیگر این این شیشه‌ها زاویه برخورد پرتو با شیشه، تأثیر زیادی بر نحوه انعکاس یا عبور آن نمی‌گذارد و به ازای زاویه تماس از صفرتا ۷۵ درجه. در میزان انتقال پرتو ها از شیشه هاتن‌ها بین ۵ تا ۸ درصد تغییر به وجود می‌آید. 

## مزایا
مزایای این نوع شیشه‌ها عبارتند از:
- جلوگیری از اتلاف انرژی در ساختمان
- بهینه‌سازی مصرف انرژی در ساختمان و کاهش مصرف انرژی مورد نیاز برای تأمین سرمایش ساختمان
- فراهم کردن منظره و دید بصری برای افراد درون ساختمان
- بهره‌مندی از نور طبیعی در ساختمان
- فراهم کردن امکان بهره‌گیری از سطوح وسیع شیشه‌ای در نمای ساختمان